# Konstantyn Afrykańczyk

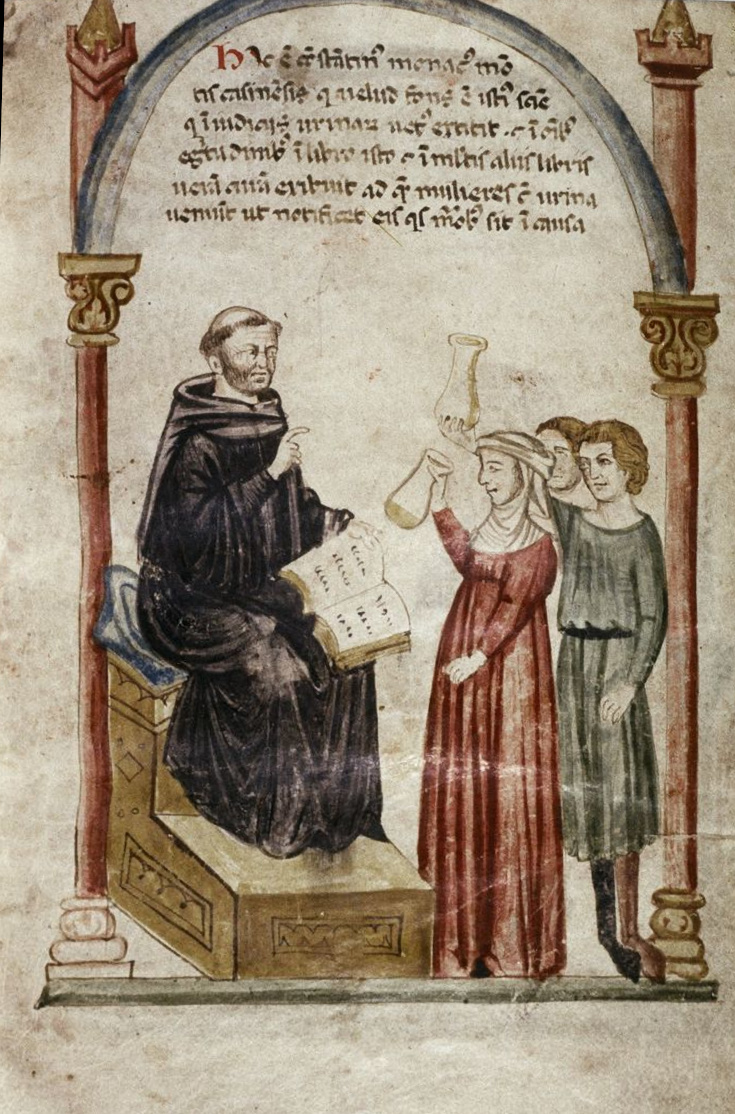
Konstantyn badający mocz pacjentów.

Konstantyn Afrykańczyk (łac. Constantinus Africanus; ur. ok. 1020 w Kartaginie, zm. w 1087 na Monte Cassino) − tłumacz działający w szkole medycznej w Salerno. Znany z bardzo wielu tłumaczeń arabskich dzieł medycznych. Zmarł jako mnich w klasztorze Monte Cassino.